# Joyce C. Hall
Joyce Clyde Hall (* 29. August 1891 in David City, Nebraska; † 29. Oktober 1982 in Kansas City, Missouri) war ein US-amerikanischer Unternehmer und Gründer von Hallmark Cards.

## Leben
Hall wurde 1891 in David City im US-Bundesstaat Nebraska geboren. Seine Eltern waren Nancy Dudley Houston und George Nelson Hall, der die Familie verließ, als Joyce sieben Jahre alt war. Im Alter von acht Jahren begann dieser, Gelegenheitsjobs anzunehmen, um seine Familie finanziell mit zu unterstützen.
Im Jahr 1902 zog die Familie nach Norfolk. Halls ältere Brüder kauften mit einem weiteren Geschäftspartner einen Buchladen, in welchem er als Verkäufer tätig war. 1905 begann Hall, mit seinen Brüdern Postkarten in der Region zu verkaufen. In dieser Zeit konnten sie mehrere Vertreter überzeugen, ihre Postkarten in ihr Angebot aufzunehmen. 1908 begannen sie, ihre Karten unter dem Namen Norfolk Post Card Company zu vertreiben.
Um ihr Geschäft zu erweitern, zogen die Hall-Brüder im Jahr 1910 nach Kansas City. Der 18-jährige Hall beendete die Highschool nicht. Bereits im Jahr 1913 leiteten die Brüder ihren eigenen Laden, in welchem sie Post- und Grußkarten vertrieben. Dieser Laden wurde später zum ersten Hall Warenhaus. Obwohl ihr Laden im Jahr 1915 abbrannte, schafften es die Brüder, genügend finanzielle Mittel aufzutreiben, um im Jahr 1916 eine Druckeranlage zu kaufen. Seitdem stellten sie ihre eigenen Karten her. Der Bedarf nach Postkarten wuchs während des Ersten Weltkrieges stark an, da während dieser Zeit keine europäischen Postkarten in die USA importiert wurden.
In den 1920er Jahren expandierte die Firma landesweit. 1923 gründeten sie die Firma Hall Brothers, dem Vorgänger von Hallmark. Seit 1928 wurden die Karten unter der Marke Hallmark Cards verkauft. 1944 legte Joyce C. Hall als Firmen-Slogan „When You Care Enough to Send the Very Best“ fest.

Logo Hallmark

Im Jahr 1954 wurde der Firmenname von Hall Brothers in Hallmark geändert. Aktuell betreibt Hallmark ungefähr 39.000 Läden in über 100 Ländern weltweit.
Hall ging 1966 im Alter von 75 Jahren in den Ruhestand und kümmerte sich um die Revitalisierung der Innenstadt von Kansas City. Aus diesen Bemühungen entstand das Crown Center. Hall verstarb im Jahr 1982 in Kansas City. Er liegt auf dem Forest Hill Cemetery in Kansas City begraben.

## Familie
Hall heiratete 1921 Elizabeth Ann Dilday und zeugte mit ihr drei Kinder, Donald J. Hall, Elizabeth Ann Hall Reid und Barbara Louise Hall Marshall.